# 이시바 지로
이시바 지로(石破二朗, 1908년 7월 29일 ~ 1981년 9월 16일)는 일본의 관료이자 정치인으로, 돗토리현 지사와 참의원 (일본) 의원을 역임했다. 또한 자치대신, 국가공안위원장, 건설사무차관 등 다른 고위직을 역임했다. 아들 이시바 시게루가 현 일본 총리이다.

## 생애
이시바는 1908년 7월 29일에 태어났다. 아버지 이시바 이치조는 지로가 태어난 해에 촌장이 된 농부였다. 도쿄제국대학 법학부 법률학과에서 영문법을 공부하고 1932년에 졸업했다.
내무성에서 관료로 경력을 시작했지만 나중에 수도 경찰서로 옮겨졌다. 1938년에 복무했고, 제2차 세계 대전 중에는 전쟁 초기 일본군이 점령했던 싱가포르에 파견됐다. 전쟁이 끝난 후 그는 내무성에서 분사된 건설성에서 다시 경력을 쌓았다. 1955년에 관료가 부처에서 맡을 수 있는 최고 직위인 사무차관이 되었다.
1958년 돗토리현지사 선거에 출마해 당선됐다. 16년 동안 재직한 뒤 1974년 사임하고 참의원 의원으로 선출됐다. 1980년 7월 스즈키 젠코 내각에서 자치대신 겸 국가공안위원장으로 임명됐으나 같은 해 12월 췌장암 진단을 받고 사임했다.
도쿄에서의 그의 장례식은 전 총리 다나카 가쿠에이가 주관한 후 이시바의 아들 시게루에게 총선에 출마하라고 지시했다.